# Dolomiten (Zeitung)
Dolomiten ist die älteste und meistgelesene in Südtirol erscheinende deutschsprachige Tageszeitung. Herausgegeben wird sie von der Verlagsanstalt Athesia, ihr Chefredakteur ist Elmar Pichler Rolle. Seit Gründung der Dolomiten im Jahr 1923 ist ihre Blattlinie katholisch-konservativ. Aufgrund der dominierenden Stellung am regionalen Medienmarkt übt die Dolomiten auf Meinungsbildungsprozesse in Südtirol maßgeblichen Einfluss aus.

## Allgemeines

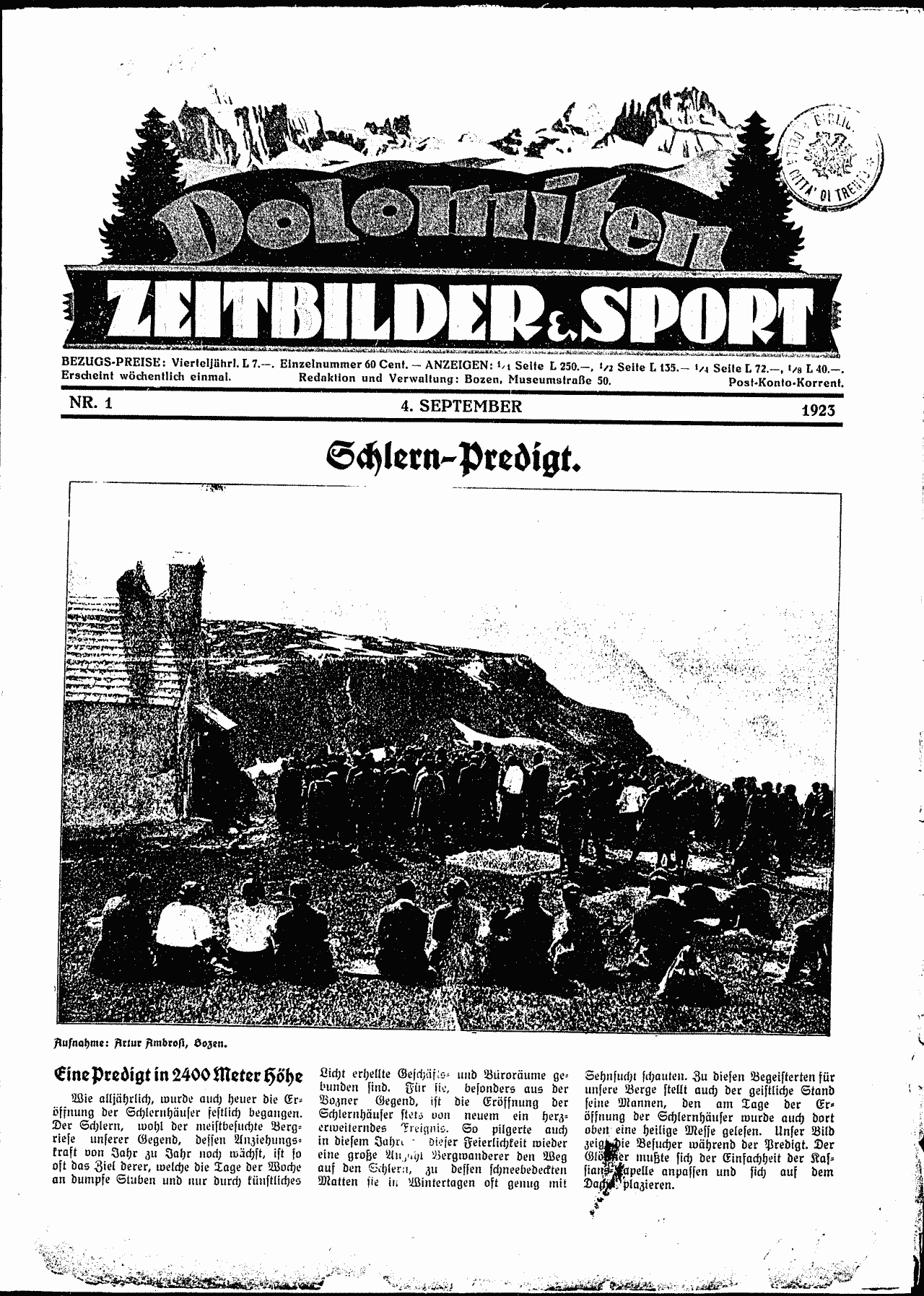
Erstausgabe der Dolomiten vom 4. September 1923

Die Zeitung Dolomiten wurde im September 1923 von Josef Eisendle als Freizeit- und Sportblatt begründet, beruft sich aber auch auf das 1882 unter dem Namen Der Tiroler in Bozen begründete klerikal-antiliberale Periodikum, das als betont ultramontan galt. Der Name bezieht sich auf die alpine Gebirgsgruppe der Dolomiten, welche östlich von Bozen liegt. Seit 1945 trägt das Medium den Namen Dolomiten – Tagblatt der Südtiroler und erscheint an sechs Tagen in der Woche. Der Herausgeber und Eigentümer der deutschsprachigen Zeitung ist die Athesia Druck GmbH mit Sitz in Bozen. Im Schnitt werden pro Tag 47.329 Exemplare gedruckt, am Freitag erhöht sich die Druckauflage auf durchschnittlich 65.953 Stück (Stand 2016). Seit 2002 gibt es die „Dolomiten“ auch in digitaler Form. Diese kann über die Internetseite der Zeitung als kostenpflichtiges E-Paper oder in der App (App Store oder Google Play Store) gelesen werden. Die Zeitung erreicht insgesamt 248.000 Leser. Das Verhältnis zwischen Redaktions- und Werbeseiten beträgt 70 zu 30 Prozent. Die Daten entstammen dem Medienplan der Dolomiten, die statistischen Angaben beziehen sich auf das Jahr 2003. Die Dolomiten wird auch in den größeren Städten Mittel- und Norditaliens, in italienischen Urlaubsorten sowie in größeren deutschsprachigen Städten verkauft.
Das Blatt hat verschiedene Wochen- und Monatsbeilagen, darunter Wochenendbeilagen, das Dolomiten-Magazin (mit TV-Programm und redaktionellem Teil), den Wirtschaftskurier (bietet lokale & überregionale Wirtschaftsnachrichten) und das Sportjournal. Folgende Redaktionsabteilungen sind für die Gestaltung der Tageszeitung verantwortlich: Politik, Lokalteil, Wirtschaft, Kultur, Magazin, Beilagen, Sport, Südtirol Online (stol). Der Zeitungsverlag und die Hauptredaktion befinden sich in Bozen, Zweigstellen gibt es neben Bozen in Brixen, Bruneck, Meran, Schlanders, Sterzing und Innsbruck. Die Zeitung verfügt über 47 Redaktionsangestellte und ungefähr 150 freiberufliche Mitarbeiter. Das übliche Zeitungsformat umfasst 42 Seiten.
Auf den Lokalseiten zum Gadertal und zu Gröden erscheinen auch ladinische Artikel.

## Geschichte
Die Tageszeitung Dolomiten ist die erste deutschsprachige Tageszeitung in Italien. Das Blatt kann auf eine sehr ereignisreiche Entwicklungsgeschichte zurückblicken, die in ihrer Frühzeit von der Annexion Südtirols durch Italien im Jahr 1918/20, der Italienisierungspolitik der Faschisten in der Zwischenkriegszeit und der nationalsozialistischen Besetzung Südtirols von 1943 bis 1945 geprägt war.
Die Zeitung führt sich selbst auf das 1882 unter dem Namen „Der Tiroler“ gegründete Medium zurück, welches zunächst dreimal die Woche erschien. 1914 wurde „Der Tiroler“ eine Tageszeitung. Chefredakteur von 1918 bis 1922 war Anton Klotz, der (im Auftrag der französischen Besatzer) nachmalige Gründer und von 1945 bis 1961 auch Chefredakteur der Tiroler Tageszeitung in Innsbruck. Nach dem Verbot durch die faschistische Regierung Italiens, den Namen Tirol in jeder Zusammensetzung oder Abwandlung zu verwenden, musste der Blatttitel abgeändert werden. Mit 22. August 1923 wurde der Name „Der Tiroler“ durch „Der Landsmann – Tagblatt der Deutschen südlich des Brenners“ ersetzt. Klotz war bereits 1922 des Landes verwiesen worden. Eigentümer der Zeitung war das Verlagshaus Tyrolia GmbH, das aus denselben Gründen seine Firmenbezeichnung in „Verlagshaus Walther von der Vogelweide“ ändern musste. Das darauffolgende Verbot der faschistischen Regierung, deutsche Namen zu verwenden, führte zur neuerlichen Änderung der Firmenbezeichnung, diesmal in Casa Editrice Athesia S.a.r.l. (Verlagsanstalt Athesia GmbH), in Anlehnung an den lateinischen Namen der Etsch.

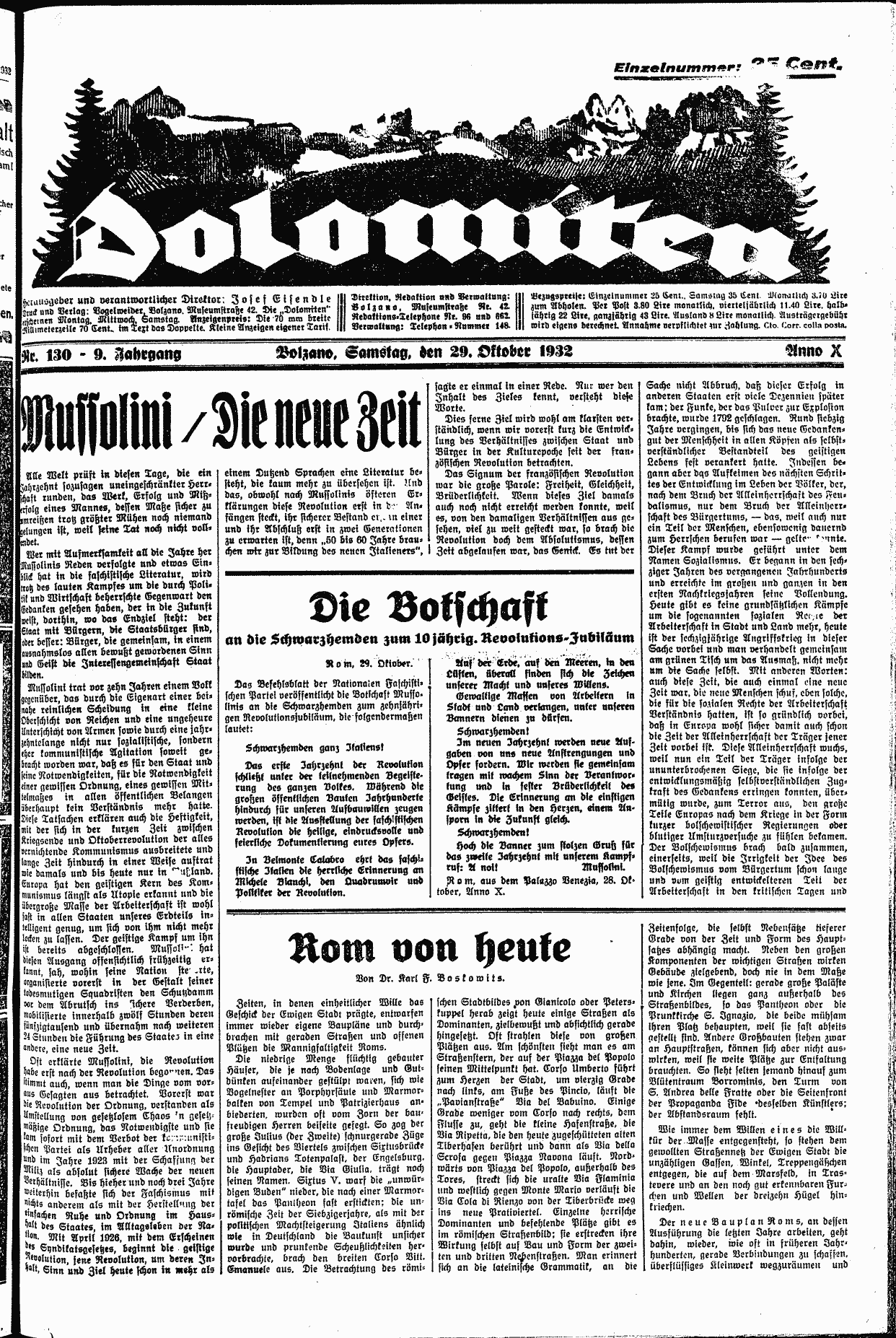
Schlagzeile der Dolomiten vom 29. Oktober 1932 mit offener Huldigung des 10-jährigen Regierungsjubiläums Mussolinis

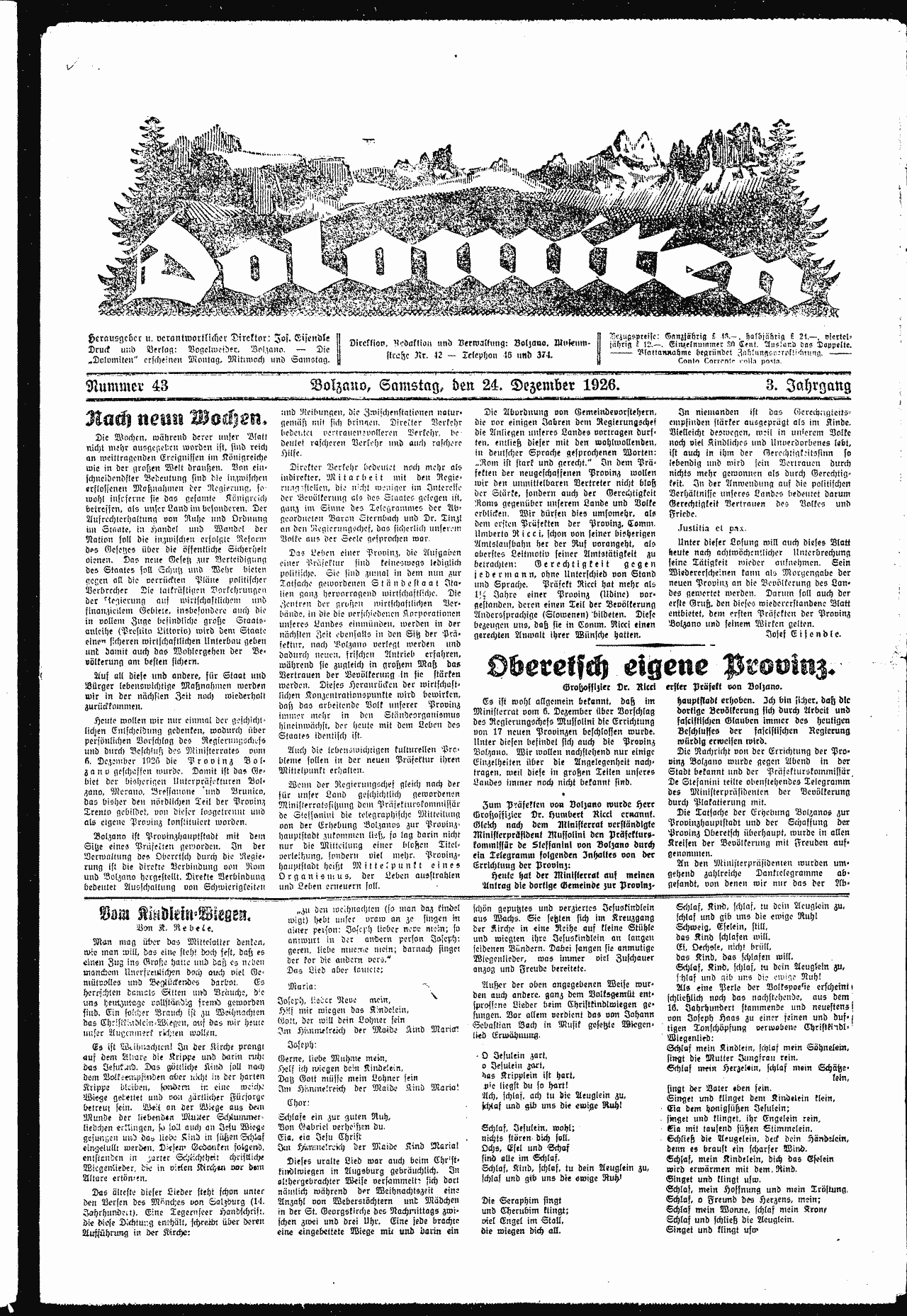
Titelblatt der Ausgabe der „Dolomiten“ vom 24. Dezember 1926 mit Bekanntgabe der Errichtung der Provinz Bozen (Oberetsch)

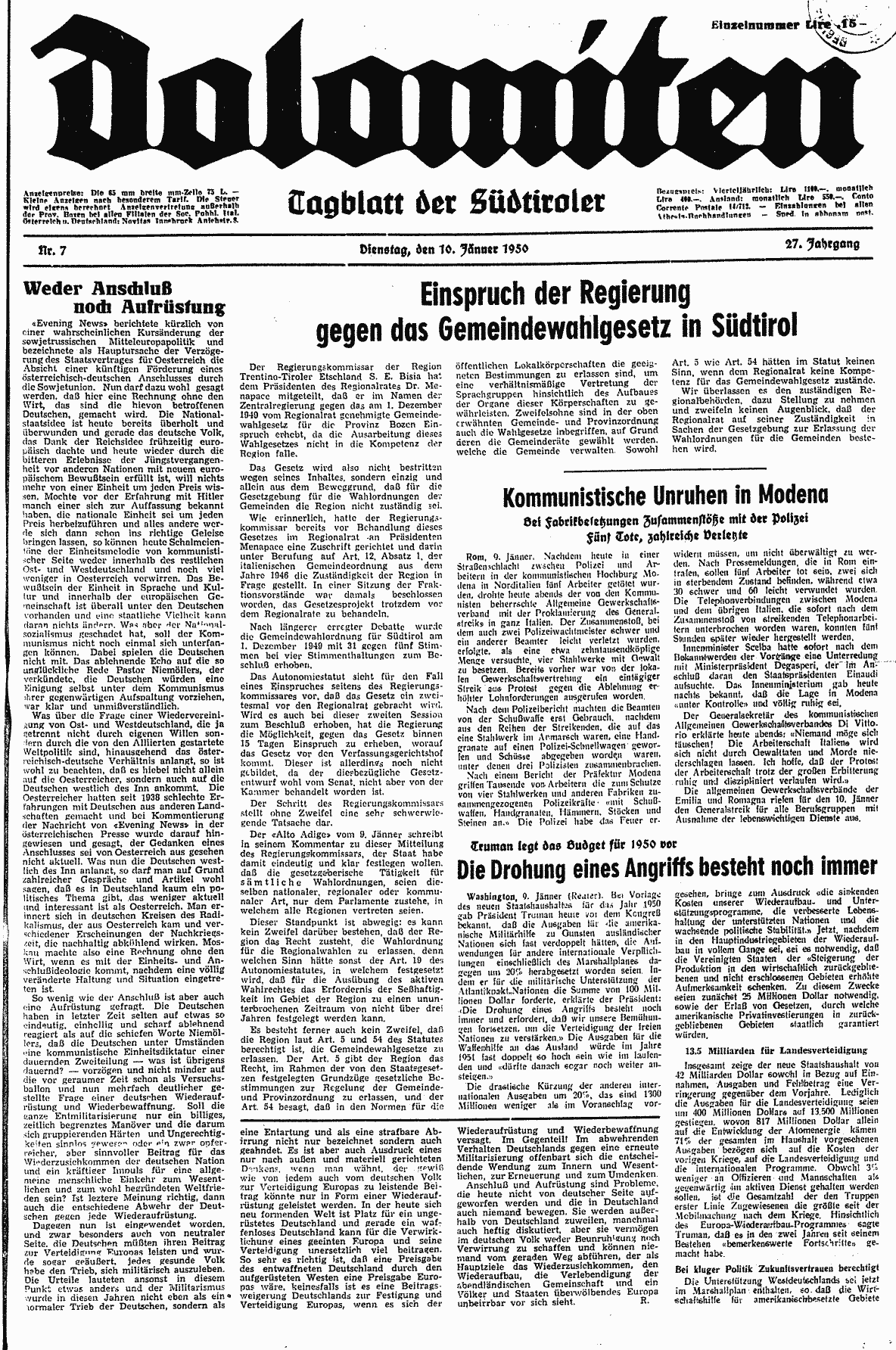
Ausgabe der Dolomiten vom 10. Januar 1950

Mit Ausgabe vom 26. Oktober 1925 wurde die Zeitung „Der Landsmann“ – wie die gesamte restliche deutschsprachige Presse, darunter etwa die Bozner Nachrichten und die Meraner Zeitung – im Zuge der Italianisierungskampagne des Regimes stillgelegt. Nach mehr als einjähriger Unterbrechung konnte die Zeitung, im Gegensatz zu den anderen deutschsprachigen Tageszeitungen, deren Verbot bestehen blieb, ihre Redaktionstätigkeit – mit einer Reihe von Auflagen und Einschränkungen – schließlich wieder aufnehmen. Das Blatt erschien nun, ab dem 24. Dezember 1926, drei Mal pro Woche, in gleichnamiger Fortsetzung des seit 4. September 1923 bestehenden und von Josef Eisendle herausgegebenen Periodikums Dolomiten, dessen Titel bis dahin mit Zeitbilder & Sport sowie Illustriertes Familienblatt erweitert und dessen Ausgabe vor dem 24. Dezember 1926 neun Wochen unterbrochen gewesen war. Vom 1. Jänner 1942 bis zum 9. September 1943 erschienen die Dolomiten zusätzlich in einer Landausgabe. Das Blatt bekam nun eine betont regierungsfreundliche Note, die auch vor offenem Lob des italienischen Faschismus nicht zurückschreckte: „Die Dolomiten waren seit ihrer Wiederzulassung Ende 1926, abgesehen von ihrer katholisch-staatskirchlichen Grundausrichtung, der sie ihren Schutzraum verdankten, zu einem dezidiert profaschistischen Verlautbarungsorgan mit einem freilich stets üppigen und unverfänglichen Lokalteil geworden“ (Hannes Obermair).
Im September 1943 wurde die Tageszeitung von den NS-Behörden der Operationszone Alpenvorland geschlossen. Die Redaktionsbüros und das Verlagshaus wurden beschlagnahmt und im Oktober in die nationalsozialistische Gesellschaft Bozner Verlags- und Druckerei GmbH unter der Leitung des SA-Oberführers Paul Kurt Schönwitz überführt; ab dem 13. September erschien mit dem „Bozner Tagblatt“ die einzige nunmehr zugelassene Zeitung. Redakteure, denen die Flucht nicht gelungen war, wie Rudolf Posch und Friedl Volgger, wurden festgenommen.
Nach dem Rückzug der deutschen Besatzungstruppen gewährte Mitte Mai 1945 die Militärregierung der Alliierten den rechtmäßigen Vertretern der Casa Editrice Athesia die Lizenz zur Herausgabe der Zeitung. Am 19. Mai 1945 nahm die „Dolomiten“ ihre Tätigkeit wieder auf und setzte sie seither – inzwischen mit dem Untertitel „Tagblatt der Südtiroler“ – ununterbrochen fort.

## Bedeutung und Kritik
„Nur ein Verlagshaus bestimmt in Südtirol seit Generationen über Gut und Böse und definiert den Wert »Heimat« – ein Gefühl, das aus der Einheit Tirols, der Kirche und dem eigenen Haus zusammengesetzt ist. (Reinhold Messner)“

Als älteste noch bestehende Tageszeitung Südtirols verfügt die Dolomiten traditionell über die größte Reichweite auf dem Südtiroler Pressemarkt. Dadurch ist sie ein zentrales Instrument der Meinungsbildung in der politischen Landschaft Südtirols. Sie gilt als Sprachrohr der Südtiroler Volkspartei und der Diözese Bozen-Brixen; letztere ist mit eigenen Rubriken im Blatt vertreten und Miteigentümerin des Verlagshauses Athesia, welche die Dolomiten herausgibt. Aufgrund der Eigentumsverhältnisse ist die Blattlinie der Dolomiten „katholisch-konservativ“. Die Rechtsintellektuellen Jürgen Liminski und Florian Stumfall – beide auch für die Preußische Allgemeine Zeitung tätig – waren bzw. sind gelegentliche Mitarbeiter des Blattes mit Grundsatzartikeln, so wie bereits Otto von Habsburg. Der Historiker Rolf Steininger trägt häufig zeitgeschichtliche Beiträge bei.
Das annähernde Informationsmonopol der Dolomiten innerhalb der deutschsprachigen Öffentlichkeit Südtirols gab ab den 1970er-Jahren vermehrt Anlass für Kritik und führte ab den frühen 1980er-Jahren zur Gründung konkurrierender Wochen- und Tageszeitungen wie dem Wochenmagazin ff und der Neuen Südtiroler Tageszeitung, die jedoch einen wesentlich geringeren Marktanteil aufweisen. Die größte italienischsprachige Tageszeitung Südtirols Alto Adige, die seit 1945 als Gegenpart zur Dolomiten fungierte, wurde 2016 von Athesia übernommen und hat seither stark an meinungsbildender Bedeutung verloren.
Abgesehen vom gesellschaftlichen Einfluss der Dolomiten wurde in jüngster Zeit eine zunehmende Vermischung von Berichterstattung und Produktplatzierung moniert: die Zeitung sei zu einem „smarten Geschäftsblatt geworden, dessen Besonderheit die geschickt in Redaktionsbeiträgen verpackte Werbung ist“. Vor diesem Hintergrund hat im Jahr 2018 die nationale Aufsichtsbehörde für das Kommunikationswesen eine problematische Medienkonzentration für Trentino-Südtirol in der Hand der Athesiagruppe festgestellt.

## Staatliche Presseförderung
Die Tageszeitung Dolomiten erhält regelmäßig Beiträge der staatlichen Presseförderung Italiens zugunsten von Minderheitensprachen. 2018 waren dies über 6 Millionen Euro, was italienweit den höchsten Förderbeitrag für Presseorgane darstellte.

## Manager des Jahres
Seit dem Jahr 2004 vergibt das Blatt den Titel Manager des Jahres, der jeweils zum Jahresende „den (!) herausragendsten Südtiroler Manager“ auszeichnen soll. Zu den Preisträgern gehören etwa Ingemar Gatterer, Gerhard Brandstätter und Heiner Oberrauch. Die Vergabe der Auszeichnung gilt allerdings als kaum objektiv – die alljährliche Kür sei vielmehr „ein Schaulaufen, das ganz auf die Bedürfnisse und Begehrlichkeiten der Familie Ebner und des Medienkonzerns abgestimmt ist“.

## Mediendaten

### Auflage
Durchschnittlich verbreitete Auflage (ADS 2016):
- 42.589 Stück
- Freitag: 60.921 Stück1

1 Freitags- und Samstagsausgaben können einzeln abonniert werden.

### Leserverteilung nach Regionen
- Südtirol: ca. 99 %
- Trentino, restliches Italien und Ausland: ca. 1 %

### Leser pro Ausgabe nach Volksgruppe
- Deutschsprachige: 65 %
- andere: 35 %

### Bezugsart
- Freier Verkauf: 19 %
- Abonnement: 81 %

### Leser nach Geschlecht
- Männer: 50,6 %
- Frauen: 49,4 %

### Leser nach Alter
- bis 30 Jahre: 35 %
- 30 bis 50 Jahre: 31,8 %
- über 50 Jahre: 33,29 %

## Chefredakteure (unvollständig)
- Anton Klotz
- Peter Fuchsbrugger
- Josef Eisendle
- Hochw. Rudolf Posch
- Hochw. Johann Tschurtschenthaler
- Kanonikus Michael Gamper
- Friedl Volgger
- Toni Ebner (sen.)
- Josef Rampold
- Toni Ebner (jun.)
- Elmar Pichler Rolle